# Liste der Parteien der Spanischen Parlamentswahlen 2008

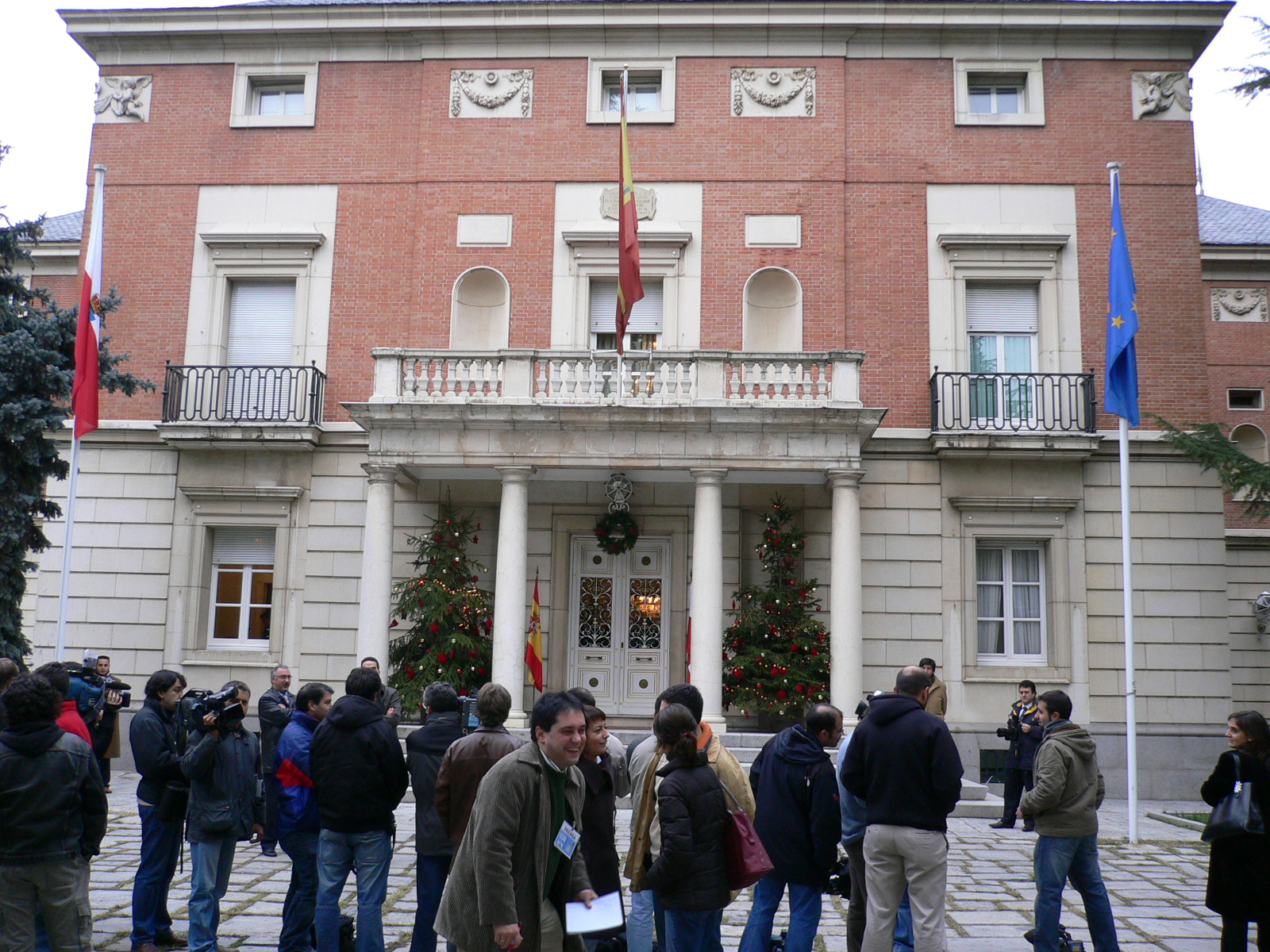
Der Palacio de la Moncloa, Amtssitz des spanischen Ministerpräsidenten

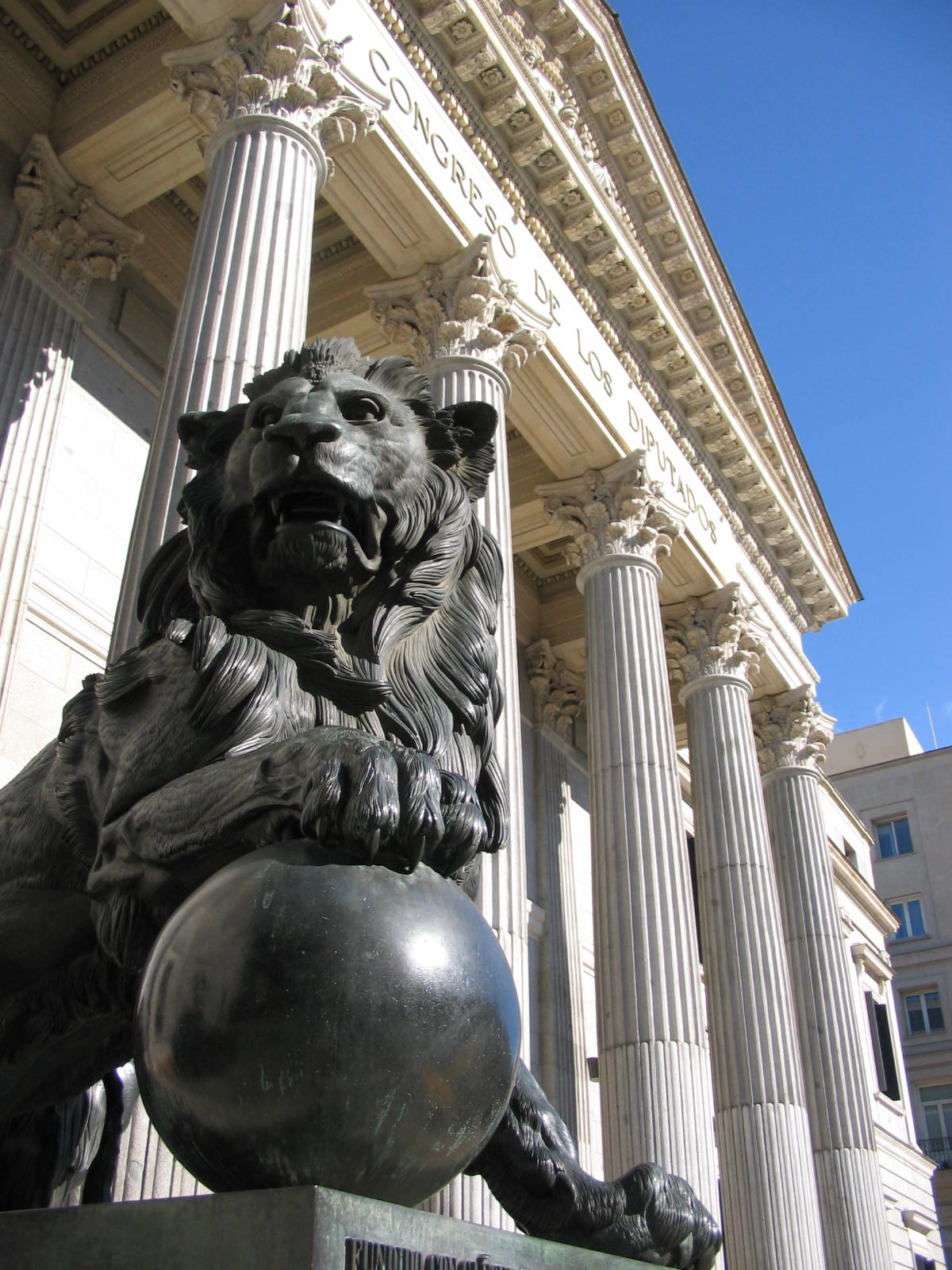
Der spanische Kongress (Abgeordnetenhaus des spanischen Parlaments)

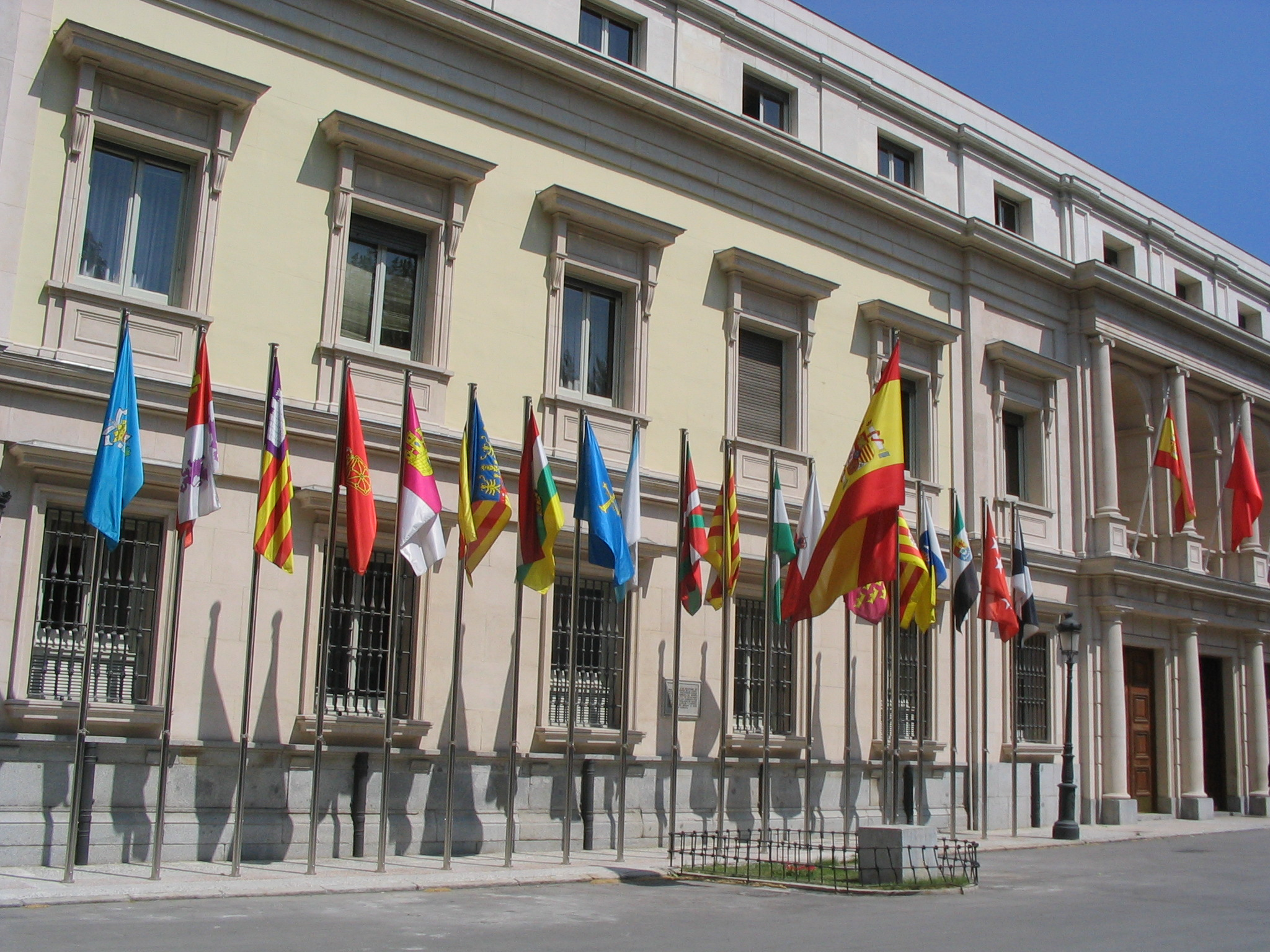
Der spanische Senat (Senado)

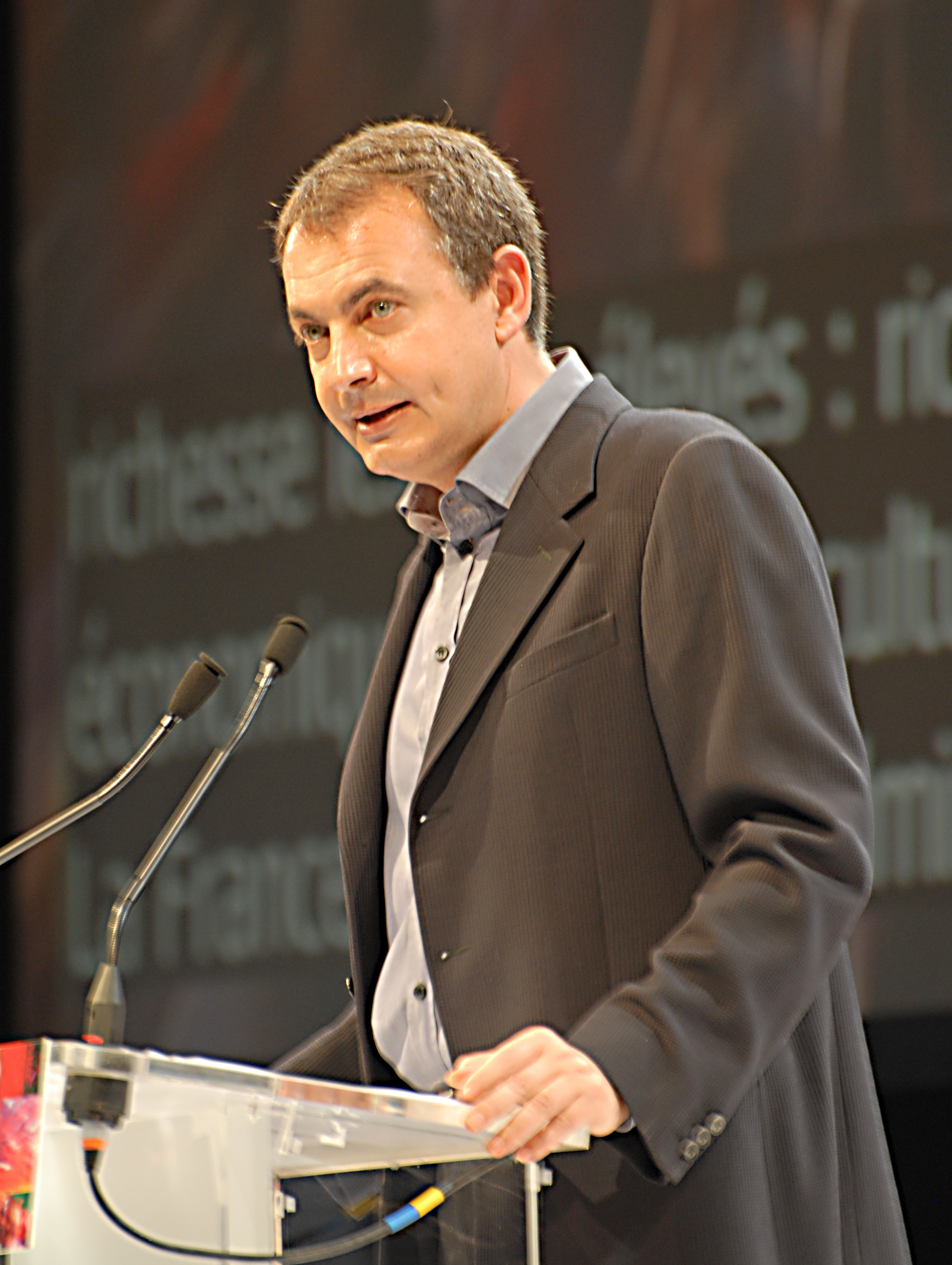
José Luis Rodríguez Zapatero, Spitzenkandidat der Sozialisten (PSOE)

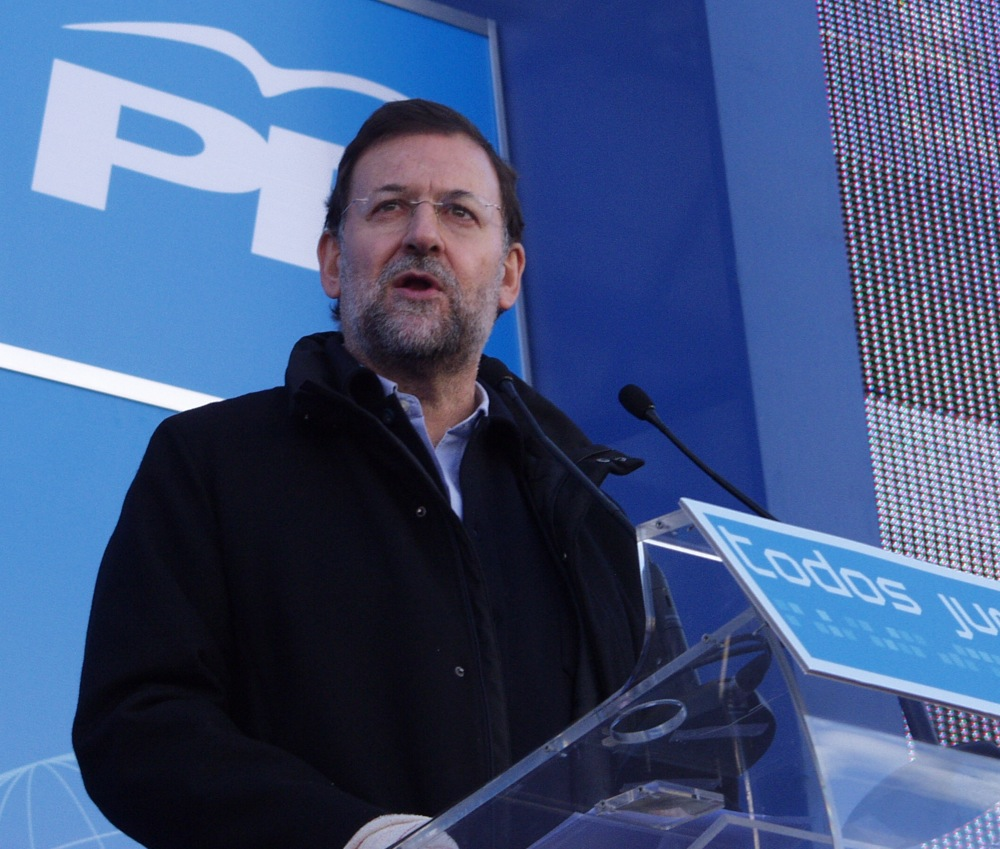
Mariano Rajoy, Spitzenkandidat der Volkspartei (PP)

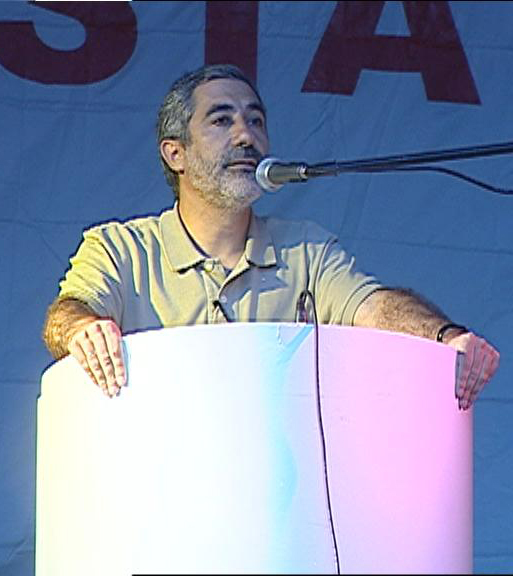
Gaspar Llamazares, Spitzenkandidat der Vereinigten Linken (IU)

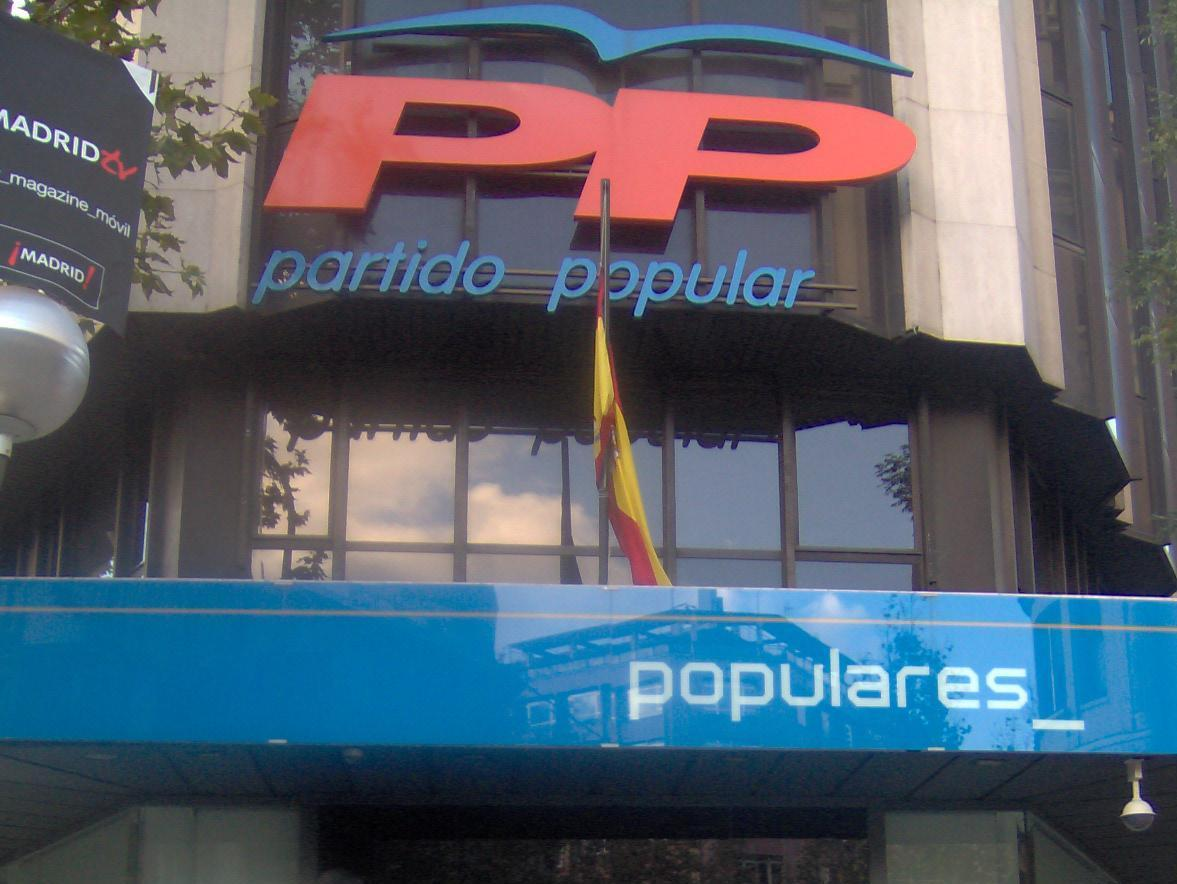
Sitz der Volkspartei (PP) in Madrid

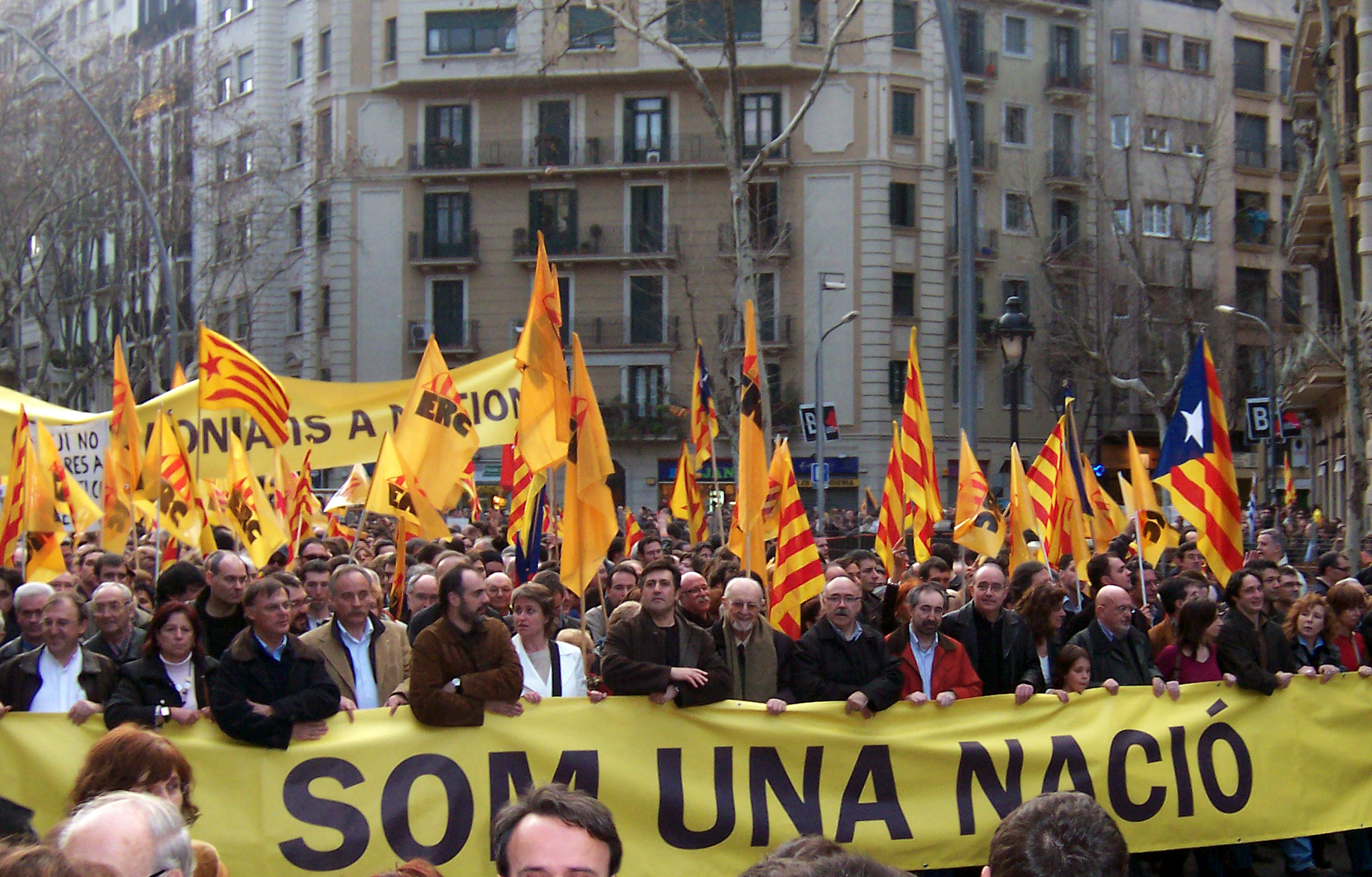
Parteiführer der katalanischen Linksnationalisten (ERC) bei einer Demonstration: „Som una nació“ (Wir sind eine Nation)

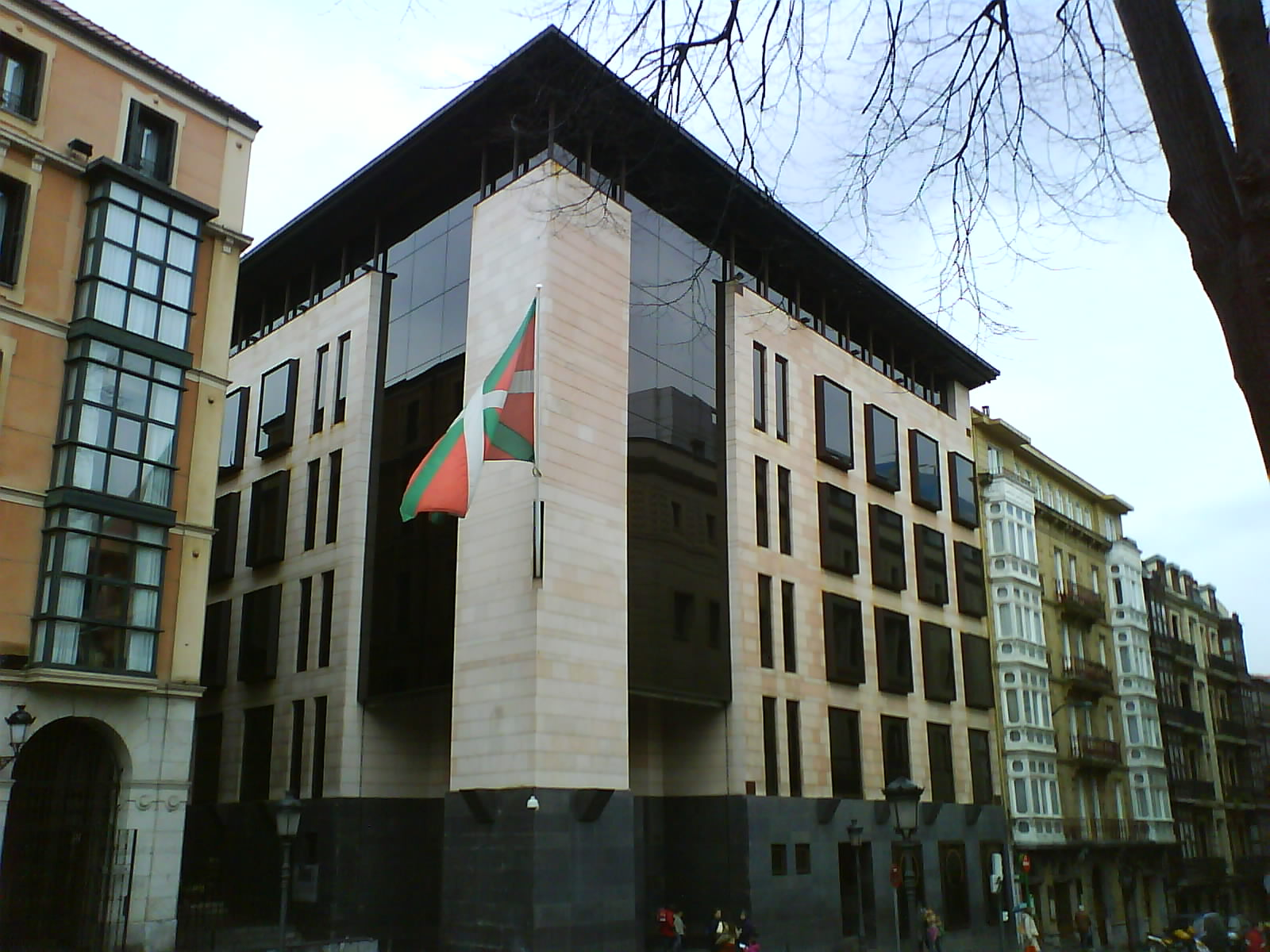
Sitz der Baskischen Nationalistischen Partei (PNV)

Dies ist die Liste der Parteien, die zu den spanischen Parlamentswahlen 2008 angetreten sind.

## Parteien mit Vertretern im Spanischen Parlament
Parteien mit Vertretern im Spanischen Parlament (Cortes Generales), entweder im Senado (Senat, Oberhaus) oder im Congreso de los Diputados (Kongress, Unterhaus)
- Partido Socialista Obrero Español (PSOE)  und ihre Schwesterpartei Partit dels Socialistes de Catalunya (PSC) in Katalonien
- Partido Popular (PP)  und ihre Schwesterpartei Unión del Pueblo Navarro (UPN) in Navarra
- Izquierda Unida (IU)
- Convergència i Unió (CiU)
- Esquerra Republicana de Catalunya (ERC)
- Partido Nacionalista Vasco (PNV)
- Coalición Canaria (CC)  zusammen mit dem Partido Nacionalista Canario (PNC)
- Iniciativa per Catalunya Verds (ICV) zusammen mit der Esquerra Unida i Alternativa (EUiA)
- Bloque Nacionalista Galego (BNG)
- Chunta Aragonesista (CHA)
- Eusko Alkartasuna (EA)
- Nafarroa Bai (Na-Bai)

## Parteien mit Vertretern in Regionalparlamenten
Parteien, die Vertreter in den Parlamenten der Autonomen Gemeinschaften Spaniens haben.
- Coalición Andalucista (Partido Andalucista (PA) y Partido Socialista de Andalucía (PSA))
- Aralar
- Partido Aragonés (PAR)
- Unión del Pueblo Leonés (UPL)
- Ciudadanos-Partido de la Ciudadanía (C's)
- Partido Riojano (PR)

## Parteien in Listenverbindungen
Parteien die Vertreter im Nationalen oder in Regionalen Parlamenten auf Listenverbindungen erreicht haben.
- Nueva Canarias (NC) zusammen mit dem Centro Canario. Nueva Canarias ist eine Abspaltung der Coalición Canaria
- Unitat per les Illes (PSM-EN, UM, ERC, Entesa per Mallorca und Els Verds de Menorca)
- Bloc Nacionalista Valencià, Iniciativa del Poble Valencià und Els Verds Esquerra Ecologista

## Parteien ohne Vertreter
Parteien ohne Vertreter im Nationalen oder in den Regionalen Parlamenten, die schon früher an Wahlen teilgenommen haben.
- Ciudadanos en Blanco (CENB)
- Los Verdes-Ecopacifistas (LV-E)
- Centro Democratico y Social (CDS)
- Els Verds-l'alternativa Ecologista (EV-AE)
- Partido Humanista (PH)
- Los Verdes de la Comunidad de Madrid (LVCM)
- Izquierda Republicana (IR)
- Partido Familia y Vida (PFYV)
- Democracia nacional (DN)
- Partido Comunista de los Pueblos de España (PCPE)
- Los Verdes-Grupo Verde (LV-GV)
- Falange Española de las Jons (FE DE LAS J)
- La Falange (FE)
- Tierra Comunera-partido Nacionalista Castellano (TC-PNC)
- Partido Obrero Socialista Internacionalista (POSI)
- Los Verdes de la Región de Murcia (LVRM)
- Movimiento Social Republicano (MSR)
- Partido demócrata español (PADE)
- Los Verdes de Asturias (VERDES)
- Falange Autentica (FA)
- Partiu Asturianista (PAS)
- España 2000 (E2000)
- Extremadura Unida (EU)
- Los Verdes de Extremadura (IV)
- Partido de los Autónomos y Profesionales (au.to.no.mo)
- Iniciativa por el Desarrollo de Soria (I.DE.S.)
- Asamblea de Andalucía (A)
- Alternativa Popular Canaria (APCA)
- Grupo Verde Europeo (GVE)
- Candidatura Independiente (CI)
- Escons Insubmisos-alt. dels Democrates Descontents (EI)
- Partido del Karma Democrático (PKD)
- Frente Popular Galega (FPG)
- Coalición Galega (CG)
- Alianza para el Desarrollo y la Naturaleza (ADN)
- Partido de los Trabajadores en Precario (PTPRE)
- Identidad del Reino de Valencia (IRV)
- Partido de los Autónomos Jubilados y Viudas (PAE)
- Andecha Astur (AA)
- Unión del Pueblo Salmantino (UPS)
- Els Verds-Alternativa Verda (EV-AV)
- Partido Carlista (PC)
- Partido del Mutuo Apoyo Romántico (PMAR)
- Salamanca, Zamora, Leon Prepal (PREPAL)
- Otra Democracia es Posible (OTRADEM)
- Agrupación Social Independiente (ASI)
- P. Socialdemocrata Ind. de la Comunitat Valenciana (PSICV)
- Partido Republicano (PRF)
- Alternativa por Gran Canaria (AXGC)
- Alianza por la Unidad Nacional (AUN)
- Asamblea de Izquierdas-Iniciativa por Andalucía (A-IZ)
- Partido Positivista Cristiano (PPCR)
- Izquierda Asturiana (IAS)
- Partido Socialista del Pueblo de Ceuta (PSPC)
- Unión Centrista Liberal (UCL)
- Partido Nacionalista Caló (PNCA)
- Zamora Unida (ZU)
- Unió Centristes de Menorca (UCM)
- lit-c Lucha internacionalista (L.I.)
- Frente Democrático Español (FDE)
- Unidad Castellana (UD-CA)
- Partido Social-demócrata andaluz (PSDA)
- Alternativa Maga Nacionalista (AMAGA)
- Unión del Pueblo Balear (UPB)
- Estado Nacional Europeo (N)
- Coalició Treballadors per la Democracia (TD)
- Partido Nacional de los Trabajadores (PNT)
- Partido de la Gente (LG)
- Partido regionalista de Guadalajara (PRGU)
- Unión Nacional (UN)
- Convergencia Ciudadana del Sureste (CCSE)
- Partido Demócrata Nacional de España (PDN)
- Partido Solidaridad y Autogestión Internacionalista (SAIN)
- Grupo Político Honradez Absoluta Española (GPHAE)
- Alternativa Española

## Parteien, die sich erstmals zur Wahl stellen
- Alianza Nacional (AN)
- Alternativa Motor y Deporte
- Centro Democrático Liberal (CDL)
- Independientes por Cuenca
- Libertades Civiles (PLCI)
- Partido Cántabro (PC)
- Unidá
- Unión Ciudadana por la Democracia (UCiD)
- Unión por Leganés (ULeg)
- Unión Progreso y Democracia (UPyD), gewann im Wahlkreis Madrid einen Sitz im Congreso
- Por un Mundo más Justo (PUM+J)
- La Unión (Cantabria)